# Vườn quốc gia Mesa Verde
Vườn quốc gia Mesa Verde là vườn quốc gia nằm ở phía Tây nam tiểu bang Colorado, ở độ cao 2.600 mét so với mực nước biển, Hoa Kỳ, vì vậy một vườn quốc gia đã được thành lập vào năm 1906 bởi tổng thống Theodore Roosevelt để bảo vệ các tòa nhà trong vách đá được bảo quản tốt nhất trên thế giới. Mesa Verde là khu vực khảo cổ lớn nhất tại Hoa Kỳ, có diện tích 81,4 dặm vuông (211 km 2), gần Four Corners. Với rất nhiều tàn tích là những ngôi nhà và làng từng là nơi tập trung lâu đời của nền văn minh Pueblo kéo dài 900 năm (từ năm 450 đến năm 1300). Được xây dựng từ thế kỷ thứ 6 đến thế kỷ thứ 12, công viên khảo cổ  này có đến 4.400 địa điểm khảo cổ học, bao gồm những ngôi làng xây dựng trên đỉnh Mesa và những ngôi nhà được xây dựng bằng đá trong các vách đá với khoảng 600 ngôi nhà, trong đó có cả vách đá Palace, vách đá lớn nhất Bắc Mỹ. Có những ngôi nhà được xây thành nhiều tầng, có ban công, và có cả quảng trường.
Các địa điểm khảo cổ đặc biệt của Mesa Verde là dẫn chứng của một nền văn hóa bộ tộc da đỏ cổ xưa ở Bắc Mỹ, thể hiện cuộc sống cổ xưa của tổ tiên những người Pueblo phía Tây Nam Hoa Kỳ. UNESCO đã công nhận Mesa Verde là di sản thế giới vào năm 1978.

## Địa lý và khí hậu
Vườn quốc gia Mesa Verde có diện tích 52.000 mẫu Anh ở phía Tây nam Colorado. Tại đây có các hẻm núi được tạo ra bởi sự xói mòn bởi nước từ các đại dương cổ đại rút xuống, mà kết quả trong vườn quốc gia Mesa Verde đã hình thành nhiều khu vực có độ cao khác nhau, từ khoảng 6.000 đến 8.572 feet (1,829 để 2.613 m), điểm cao nhất tại đây là Park Point. Địa hình trong vườn quốc gia bây giờ là một vùng chuyển tiếp giữa cao nguyên sa mạc thấp và dãy núi Rocky.
Khí hậu bán khô hạn. Nước cho sinh hoạt và nông nghiệp của tổ tiên người Pueblo cổ đại được cung cấp bởi những cơn mưa mùa hè, mùa đông có tuyết rơi và thấm vào các suối nước gần các làng Mesa Verde. Các làng tại độ cao 7.000 feet (2.100 m) có khí hậu mát mẻ hơn, rất lý tưởng cho nông nghiệp, tuy nhiên nhiệt độ thấp làm giảm lượng nước cần thiết cho nông nghiệp. Các ngôi nhà trong vách đá được xây dựng để lợi dụng nguồn năng lượng mặt trời. Góc của mặt trời chiếu ít ỏi trong mùa đông chiếu vào những ngôi nhà vách đá, gió ấm áp thổi từ thung lũng, và nhiệt độ không khí là 10-20 độ C trong hốc hẻm núi, ấm hơn ở phía trên. Vào mùa hè, với ánh nắng mặt trời nhiều, các ngôi làng đã được bảo vệ khỏi ánh sáng trực tiếp từ mặt trời trong những ngôi nhà vách đá cao.
Năm 1300, hạn hán kéo dài đã gây ra sự sụp đổ của nền văn minh Pueblo và khu vực Mesa Verde đã bị bỏ rơi. Những người sống sót tại Mesa Verde đã lui về phía nam và phía đông.
| Dữ liệu khí hậu của Vườn quốc gia Mesa Verde (1981−2010) | Dữ liệu khí hậu của Vườn quốc gia Mesa Verde (1981−2010) | Dữ liệu khí hậu của Vườn quốc gia Mesa Verde (1981−2010) | Dữ liệu khí hậu của Vườn quốc gia Mesa Verde (1981−2010) | Dữ liệu khí hậu của Vườn quốc gia Mesa Verde (1981−2010) | Dữ liệu khí hậu của Vườn quốc gia Mesa Verde (1981−2010) | Dữ liệu khí hậu của Vườn quốc gia Mesa Verde (1981−2010) | Dữ liệu khí hậu của Vườn quốc gia Mesa Verde (1981−2010) | Dữ liệu khí hậu của Vườn quốc gia Mesa Verde (1981−2010) | Dữ liệu khí hậu của Vườn quốc gia Mesa Verde (1981−2010) | Dữ liệu khí hậu của Vườn quốc gia Mesa Verde (1981−2010) | Dữ liệu khí hậu của Vườn quốc gia Mesa Verde (1981−2010) | Dữ liệu khí hậu của Vườn quốc gia Mesa Verde (1981−2010) | Dữ liệu khí hậu của Vườn quốc gia Mesa Verde (1981−2010) |
| Tháng                                                    | 1                                                        | 2                                                        | 3                                                        | 4                                                        | 5                                                        | 6                                                        | 7                                                        | 8                                                        | 9                                                        | 10                                                       | 11                                                       | 12                                                       | Năm                                                      |
| -------------------------------------------------------- | -------------------------------------------------------- | -------------------------------------------------------- | -------------------------------------------------------- | -------------------------------------------------------- | -------------------------------------------------------- | -------------------------------------------------------- | -------------------------------------------------------- | -------------------------------------------------------- | -------------------------------------------------------- | -------------------------------------------------------- | -------------------------------------------------------- | -------------------------------------------------------- | -------------------------------------------------------- |
| Cao kỉ lục °F (°C)                                       | 62 (17)                                                  | 68 (20)                                                  | 73 (23)                                                  | 84 (29)                                                  | 94 (34)                                                  | 101 (38)                                                 | 102 (39)                                                 | 101 (38)                                                 | 94 (34)                                                  | 85 (29)                                                  | 75 (24)                                                  | 67 (19)                                                  | 102 (39)                                                 |
| Trung bình ngày tối đa °F (°C)                           | 39.6 (4.2)                                               | 42.6 (5.9)                                               | 49.7 (9.8)                                               | 58.4 (14.7)                                              | 68.8 (20.4)                                              | 80.0 (26.7)                                              | 85.3 (29.6)                                              | 82.4 (28.0)                                              | 74.7 (23.7)                                              | 62.2 (16.8)                                              | 49.1 (9.5)                                               | 39.7 (4.3)                                               | 61.0 (16.1)                                              |
| Tối thiểu trung bình ngày °F (°C)                        | 19.5 (−6.9)                                              | 22.8 (−5.1)                                              | 28.7 (−1.8)                                              | 34.0 (1.1)                                               | 42.6 (5.9)                                               | 51.0 (10.6)                                              | 57.4 (14.1)                                              | 56.2 (13.4)                                              | 48.9 (9.4)                                               | 37.8 (3.2)                                               | 28.0 (−2.2)                                              | 20.0 (−6.7)                                              | 37.2 (2.9)                                               |
| Thấp kỉ lục °F (°C)                                      | −20 (−29)                                                | −15 (−26)                                                | 2 (−17)                                                  | 4 (−16)                                                  | 17 (−8)                                                  | 27 (−3)                                                  | 38 (3)                                                   | 38 (3)                                                   | 26 (−3)                                                  | 10 (−12)                                                 | −3 (−19)                                                 | −15 (−26)                                                | −20 (−29)                                                |
| Lượng Giáng thủy trung bình inches (mm)                  | 1.77 (45)                                                | 1.63 (41)                                                | 1.71 (43)                                                | 1.30 (33)                                                | 1.04 (26)                                                | 0.53 (13)                                                | 1.64 (42)                                                | 2.29 (58)                                                | 1.87 (47)                                                | 1.69 (43)                                                | 1.57 (40)                                                | 1.54 (39)                                                | 18.57 (472)                                              |
| Lượng tuyết rơi trung bình inches (cm)                   | 17.9 (45)                                                | 15.6 (40)                                                | 11.1 (28)                                                | 4.5 (11)                                                 | 0.3 (0.76)                                               | 0 (0)                                                    | 0 (0)                                                    | 0 (0)                                                    | 0 (0)                                                    | 1.6 (4.1)                                                | 8.2 (21)                                                 | 14.4 (37)                                                | 73.6 (187)                                               |
| Số ngày giáng thủy trung bình (≥ 0.01 in)                | 7.2                                                      | 7.9                                                      | 8.0                                                      | 6.6                                                      | 6.4                                                      | 4.0                                                      | 9.3                                                      | 10.6                                                     | 7.9                                                      | 6.9                                                      | 6.4                                                      | 7.4                                                      | 88.6                                                     |
| Số ngày tuyết rơi trung bình (≥ 0.1 in)                  | 6.5                                                      | 6.6                                                      | 5.7                                                      | 2.6                                                      | 0.3                                                      | 0                                                        | 0                                                        | 0                                                        | 0                                                        | 0.9                                                      | 3.2                                                      | 5.9                                                      | 31.6                                                     |
| Nguồn: NOAA (extremes 1922–nay)                          |                                                          |                                                          |                                                          |                                                          |                                                          |                                                          |                                                          |                                                          |                                                          |                                                          |                                                          |                                                          |                                                          |